# Agrothereutes tunetanus
Agrothereutes tunetanus là một loài tò vò trong họ Ichneumonidae.